# Covatierra
Covatierra es una localidad peruana ubicada en el distrito de Paramonga, perteneciente a la provincia de Barranca del departamento de Lima, en la costa central del Perú. 

## Ubicación
Covatierra se ubica al oeste de la provincia de Barranca, en el distrito de Paramonga, en el departamento de Lima.

## Demografía
En 2017 Covatierra tenía una población de 6 habitantes.
| Gráfica de evolución demográfica de Covatierra entre 1993 y 2017 |
|                                                                  |
| Fuentes: Población 1993 y 2017                                   |